# گوونچ (قره‌عیسی‌لی)
گوونچ (به ترکی استانبولی: Güvenç) یک منطقهٔ مسکونی در ترکیه است که در کارایسالی واقع شده‌است.